# 困獸之地
《困獸之地》（英語：Zoo）是一部美国电视连续剧，該電視劇根据詹姆斯·帕特森和迈克尔·莱德维奇2012年的同名小说改编，前者还担任该剧的执行制片人，该剧由詹姆士·沃克、克莉絲汀·康諾利、諾索·安諾茲、諾拉·艾妮詹德和比利·伯克主演。該電視劇講述的是一群专业人士调查世界各地爆发的动物暴力袭击人类的神秘事件。困獸之地于2015年6月30日在CBS首播。